# 梅奥诊所学报
《梅奥诊所学报》是一份经同行評審的美国医学期刊。它由Mayo Clinic主办，目前由Quadrant HealthCom Inc发行，但即将改由愛思唯爾公司发行。
它的内容涵盖医学的各个领域，如基础研究、临床医学等等。它在1926年创刊，当时取名为《Proceedings of the Staff Meetings of the Mayo Clinic》，1964年起改用现名。审稿时间（from receipt to first decision）大约需要3周，而出版时间（from acceptance to publication）大约是12周。接近25%的投稿最终被接受，大约72%稿件是梅奥诊所之外的作者写的。